# Pierre Alessandri (syndicaliste)
Pour les articles homonymes, voir Alessandri.
Cet article concerne le syndicaliste agricole assassiné en 2025. Pour la personne homonyme impliquée dans l'assassinat du préfet Érignac en 1998, voir Assassinat de Claude Érignac.
Pierre Alessandri est un agriculteur, syndicaliste et lanceur d’alerte français, né le 9 janvier 1970 à Ajaccio et assassiné le 17 mars 2025 à Sarrola-Carcopino, en Corse-du-Sud. Figure syndicale locale de premier plan, il représente le syndicat agricole Via Campagnola, affilié à la Confédération paysanne, et s’illustre par ses prises de position contre la fraude aux aides européennes de la politique agricole commune (PAC) et pour la défense du foncier agricole. Son engagement en faveur de la transparence et de la justice sociale dans le monde rural corse lui vaut plusieurs intimidations, dont un incendie criminel qui ravage son exploitation en 2019, et se clôt par son assassinat sur ses terres en 2025.

## Biographie

### Parcours professionnel
Pierre Alessandri est agriculteur en Corse-du-Sud à Sarrola-Carcopino. Il s'installe sur la ferme familiale en 1993 où il produit des agrumes et des huiles essentielles.

### Parcours syndical
Pierre Alessandri est engagé de longue date dans la défense du monde paysan insulaire. Il s’illustre notamment comme secrétaire général de Via Campagnola, syndicat agricole corse membre de la Confédération paysanne. Porte-parole de nombreuses revendications en faveur d’une agriculture paysanne, il milite pour un accès équitable au foncier, une redistribution plus juste des aides agricoles, et une lutte active contre les dérives clientélistes,.
Au fil des années, il devient une figure locale du syndicalisme agricole. En 2019, il est tête de liste lors des élections professionnelles en Corse-du-Sud. Il contribue à faire émerger un discours critique sur les pratiques dominantes dans le secteur, en particulier concernant l'attribution des aides de la PAC.

### Engagement contre la fraude à la PAC
Dès 2016, Pierre Alessandri s’associe à plusieurs lanceurs d’alerte et à l’association Anticor pour dénoncer des détournements massifs d’aides agricoles européennes. L’enquête aboutit à un dépôt de plainte en décembre 2018 pour détournement de fonds publics, visant un système de fraude impliquant de fausses déclarations de surfaces agricoles ou d'élevage.
Dans ses prises de parole publiques, notamment dans les médias régionaux et lors de débats diffusés sur France 3 Corse, il dénonce « le système clientéliste et clanique qui prévaut dans l’attribution des aides agricoles » et déclare que « le monde agricole est gangrené par la mafia ».

### Incendie de sa distillerie (2019)
Dans la nuit du 26 au 27 avril 2019, un incendie d’origine criminelle détruit une partie de l’exploitation agricole de Pierre Alessandri à Sarrola-Carcopino, notamment un hangar utilisé pour la distillation d’huiles essentielles. La Confédération paysanne condamne « un acte lâche et inqualifiable » et exprime son soutien à Alessandri, soulignant que cet acte semble en lien avec ses prises de position syndicales.
Un rassemblement en soutien au militant est organisé le 30 mars à Ajaccio.

### Assassinat (2025)
Le 17 mars 2025, Pierre Alessandri est assassiné par arme à feu dans son exploitation à Sarrola-Carcopino. Blessé par balle, il est transporté dans la soirée à l'hôpital d'Ajaccio dans un état grave où il succombe à ses blessures. L'enquête ouverte pour « assassinat » met rapidement en évidence des actes préparatoires, selon le procureur d’Ajaccio. Bien qu’aucun lien formel n’ait été établi entre son engagement syndical et son meurtre, plusieurs organisations, dont la Confédération paysanne et Anticor, rappellent son rôle actif dans la dénonciation de fraudes à la PAC.
Cette disparition provoque une onde de choc dans le monde agricole, en Corse comme au niveau national. Anticor évoque une « tragédie » qui « s’inscrit dans un climat de pratiques mafieuses et corruptives qui gangrènent le territoire corse et mettent à mal l’Etat de droit », et souligne que l’affaire des aides agricoles, dans laquelle trois hauts fonctionnaires doivent être jugés, n’aurait pu éclater sans le courage de lanceurs d’alerte comme Alessandri.